# Leandro Colloredo
Leandro Colloredo (né le 15 avril 1639 à Colloredo di Monte Albano, dans l'actuelle province d'Udine, dans la région du Frioul-Vénétie Julienne et mort le 11 janvier 1709 à Rome) est un cardinal italien du XVIIe siècle. Il est l'oncle du cardinal Leandro di Porzia et est membre de l'ordre des oratoriens.

## Biographie
Leandro Colloredo est le troisième fils du comte Fabio Colloredo et de la comtesse Laura Colloredo. Son père était un proche de Ferdinand II de Médicis.
Leandro Colloredo est né dans le château ancestral à Colloredo di Monte Albano dans le Frioul, le 9 octobre 1639. Après des études à Pistoia puis à Rome, il devient frère chapelain conventuel de l'ordre de Saint-Jean de Jérusalem. Il abandonne l'Ordre en 1675 pour rejoindre la congrégation de l'Oratoire à Rome. Remarqué, sa réputation parvient au pape Innocent XI qui le nomme évêque. Il lui confie des fonctions d'examinateur au sein de la Congrégation de l'Index et de bibliothécaire de la bibliothèque Vallicelliane. C'est à ce titre un des principaux correspondants à Rome de Dom Mabillon.
Il refuse sa nomination comme archevêque d'Avignon.
Le pape Innocent XI le crée cardinal lors du consistoire du 2 septembre 1686 et le nomme Grand pénitencier à partir de 1688.
Le cardinal Colloredo participe au conclave de 1689, lors duquel Alexandre VIII est élu pape, et à ceux de 1691 (élection d'Innocent XII) et de 1700 (élection de Clément XI. Il est camerlingue du Sacré Collège en 1696-1697.
Il meurt à Rome le 11 janvier 1709 à l'âge de 69 ans.